# 宇陀郡

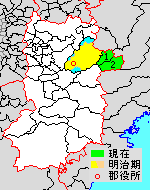
奈良県宇陀郡の範囲（1.曽爾村 2.御杖村 水色：後に他郡から編入した区域）

- 令制国一覧 > 畿内 > 大和国 > 宇陀郡
- 日本 > 近畿地方 > 奈良県 > 宇陀郡

宇陀郡（うだぐん）は、奈良県（大和国）の郡。
人口2,428人、面積127.34km²、人口密度19.1人/km²。（2025年2月1日、推計人口）
以下の2村を含む。
- 曽爾村（そにむら）
- 御杖村（みつえむら）

## 郡域
1880年（明治13年）に行政区画として発足した当時の郡域は、上記2村のほか、宇陀市の大部分（榛原笠間・榛原安田・榛原柳・榛原角柄・大宇陀大熊・大宇陀牧・大宇陀栗野・大宇陀田原・大宇陀東平尾・大宇陀上片岡・大宇陀下片岡および室生三本松、室生大野、室生向淵以北を除く）にあたる。

## 歴史

### 古代

#### 式内社
『延喜式』神名帳に記される郡内の式内社。
| 神名帳                       | 神名帳                   | 神名帳 | 神名帳         | 比定社                         | 比定社                   | 比定社 | 集成 |
| 社名                         | 読み                     | 格     | 付記           | 社名                           | 所在地                   | 備考   | 集成 |
| ---------------------------- | ------------------------ | ------ | -------------- | ------------------------------ | ------------------------ | ------ | ---- |
| 宇陀郡 17座（大1座・小16座） |                          |        |                |                                |                          |        |      |
| 宇太水分神社                 | ウタミコマリノ -ミクマリ | 大     | 月次新嘗       | （論）惣社水分神社（上社）     | 奈良県宇陀市菟田野上芳野 |        |      |
| 宇太水分神社                 | ウタミコマリノ -ミクマリ | 大     | 月次新嘗       | （論）宇太水分神社上宮（中社） | 奈良県宇陀市菟田野古市場 |        |      |
| 宇太水分神社                 | ウタミコマリノ -ミクマリ | 大     | 月次新嘗       | （論）宇太水分神社下宮（下社） | 奈良県宇陀市榛原下井足   |        |      |
| 阿紀神社                     | アキノ                   | 小     | 鍬靫           | 阿紀神社                       | 奈良県宇陀市陀迫間       |        |      |
| 門僕神社                     | カトノ-                  | 小     | 鍬靫           | 門僕神社                       | 奈良県宇陀郡曽爾村今井   |        |      |
| 丹生神社                     | ニフノ                   | 小     | 鍬靫           | 丹生神社                       | 奈良県宇陀市榛原雨師     |        |      |
| 御杖神社                     | ミツヱノ                 | 小     |                | 御杖神社                       | 奈良県宇陀郡御杖村神末   |        |      |
| 椋下神社                     | ムクモトノ               | 小     | 靫             | 椋下神社                       | 奈良県宇陀市榛原福地     |        |      |
| 高角神社 二座                | タカツノノ               | 小     | 鍬靫           | 高角神社                       | 奈良県宇陀市大宇陀上守道 |        |      |
| 高角神社 二座                | タカツノノ               | 小     | 鍬靫           | （論）高角神社                 | 奈良県吉野郡東吉野村平野 |        |      |
| 高角神社 二座                | タカツノノ               | 小     | 鍬靫           | （論）水分神社                 | 奈良県吉野郡東吉野村平野 |        |      |
| 八咫烏神社                   | ヤタカラスノ             | 小     | 鍬靫           | 八咫烏神社                     | 奈良県宇陀市榛原高塚     |        |      |
| 味坂比売命神社               | ウマサカヒメノ           | 小     |                | 味坂比売命神社                 | 奈良県宇陀市榛原荷坂     |        |      |
| 御井神社                     | ミイノ -ヰ               | 小     |                | （論）御井神社                 | 奈良県宇陀市榛原桧牧     |        |      |
| 御井神社                     | ミイノ -ヰ               | 小     | （論）三井明神 | 奈良県宇陀市菟田野平井         | 皇太神社境内社           |        |      |
| 岡田小秦命神社               | ヲカタノ-                | 小     |                | 岡田小秦命神社                 | 奈良県宇陀市大宇陀北和田 |        |      |
| 神御子美牟須比女命神社       | ミワノミコミムスヒメ-    | 小     |                | 神御子美牟須比女命神社         | 奈良県宇陀市菟田野大神   |        |      |
| 桜実神社                     | サクラミノ               | 小     |                | 桜実神社                       | 奈良県宇陀市菟田野佐倉   |        |      |
| 剣主神社                     | ツルキヌシノ             | 小     |                | （論）劔主神社                 | 奈良県宇陀市大宇陀下宮奥 |        |      |
| 剣主神社                     | ツルキヌシノ             | 小     | （論）劔主神社 | 奈良県宇陀市大宇陀宮奥         |                          |        |      |
| 剣主神社                     | ツルキヌシノ             | 小     | （論）劔主神社 | 奈良県宇陀市大宇陀半坂         |                          |        |      |
| 室生竜穴神社                 | ムロフノリウケツノ       | 小     |                | 龍穴神社                       | 奈良県宇陀市室生         |        |      |
| 都賀那木神社                 | ツカナキノ               | 小     |                | 都賀那木神社                   | 奈良県宇陀市榛原山路     |        |      |
| 凡例を表示                   |                          |        |                |                                |                          |        |      |

### 近世
「旧高旧領取調帳」に記載されている明治初年時点での支配は以下の通り。●は村内に寺社領が、○は村内に寺社除地が存在。なお「旧高旧領取調帳」では本郡内の旧・五條代官所の管轄地域が廃藩置県までに五條県の管轄地域となったと記載されているが、明治3年11月の「五條御支配所高附帳」(与熊文朗氏文書)や明治4年11月の「社事ニ関スル官省伺上申藩県往復ノ件 五條県」(奈良県立図書館所蔵)では管轄国郡に本郡を欠いており、「旧高旧領取調帳」の誤記と考えられる。（1町120村）
| 知行   | 知行                 | 村数     | 村名 |
| ------ | -------------------- | -------- | --- |
| 幕府領 | 幕府領（奈良奉行）   | 1町 73村 | 松山町、○山辺村、○雨師村、○岩室村、○足立村、○篠野村、○平尾村、○芝生村、中ノ庄村、○馬取柿村、○下守道村、○白鳥居村、○東ノ庄村、○大蔵村、○山口村、○春日村、○内原村、○関戸村、○上守道村、○上井足村、○下井足村、○池上村、極楽寺村、○塚脇村、○母里村、○大貝村、○八滝村、○上平井村、○栗谷村、○比布村、○西山村、○調子村、○上赤埴村、○沢村、○嬉河原村、○五津村、○小附村、○萩原村、○上本郷村、中本郷村、下本郷村、○今井村（現・宇陀市）、○迫間村、○拾生村、○藤井村、上岩清水村、中岩清水村、下岩清水村、自明村、○高井村、○麻生田村、○檜牧村、○三宮寺村、○下平井村、諸木野村、○内牧村、下赤埴村、○荷阪村、下竹村、○福西村、○石田村、○高塚村、○野依村、○山路村、○大神村、○才ヶ辻村、○見田村、別所村、和田村、○下品村、○宮奥村（第1次）、○黒木村、上品村、○岩崎村 |
| 幕府領 | 幕府領（五條代官所） | 31村     | ●○室生村、今井村（現・曽爾村）、○稲戸村、○宇賀志村、○佐倉村、○駒帰村、○大沢村、○東郷村、○小和田村、○上芳野村、○岩端村、○下芳野村、○入谷村、○古市場村、○松井村、○掛村、○長野村、○小長尾村、○塩井村、○葛村、○太良路村、○伊賀見村、○神末村、○土屋原村、○菅野村、○桃俣村、山粕村、○上田口村、○下田口村、○角川村、○黒岩村 |
| 幕府領 | 旗本領               | 14村     | ○福地村、小鹿野村、西峠村、○玉立村、○長峯村、○赤瀬村、○額井村、山辺西村、○山辺中村、○戒場村、○砥取村、○滝谷村、○西谷村、竜口村 |
| 藩領   | 大和柳本藩           | 2村      | ○中宮奥村、○上宮奥村 |

### 近現代

#### 町村制以前
- 慶応4年
  - 2月5日（1868年2月27日）[8] - 幕府領が奈良府の管轄となる。
  - 5月21日（1868年7月10日） - 寺社領・旗本領が奈良府の管轄となる。
  - 7月29日（1868年9月15日） - 奈良府が改称して奈良県（第1次）となる。
- 明治4年
  - 7月14日（1871年8月29日） - 廃藩置県により、藩領が柳本県の管轄となる。
  - 11月22日（1872年1月2日） - 第2次府県統合により、全域が奈良県の管轄となる。
- 明治初年（1町119村）
  - 下赤埴村・上赤埴村が合併して赤埴村となる。
  - 宮奥村（第1次）が改称して下宮奥村となる。
- 明治6年（1873年） - 上岩清水村・中岩清水村・下岩清水村が合併して岩清水村となる。（1町117村）
- 明治8年（1875年） - 山辺村・山辺西村・山辺中村が合併して山辺三村となる。（1町115村）
- 明治9年（1876年）（1町111村）
  - 4月18日 - 第2次府県統合により堺県の管轄となる。
  - 上本郷村・中本郷村・下本郷村が合併して本郷村となる。
  - 小鹿野村・西峠村・玉立村が合併して玉小西村となる。
- 明治13年（1880年）4月15日 - 郡区町村編制法の堺県での施行により、行政区画としての宇陀郡が発足。式上郡三輪村に「三輪郡役所」が設置され、同郡および十市郡・式下郡とともに管轄したが、まもなく「十市式上式下宇陀郡役所」に改称。
- 明治14年（1881年）2月7日 - 大阪府の管轄となる。
- 明治17年（1884年）（1町107村）
  - 篠野村・極楽寺村が合併して篠楽村となる。
  - 下守道村・上守道村が合併して守道村となる。
  - 東ノ庄村・大蔵村が合併して大東村となる。
  - 下平井村・上平井村が合併して平井村となる。
  - 今井村（現・宇陀市）が改称して口今井村となる。
- 明治18年（1885年） - 松山町の一部（松山川向町）が西山村に合併。
- 明治19年（1886年） - 玉小西村が萩原村に、松山町の一部（松山五十軒町）が岩室村にそれぞれ合併。（1町106村）
- 明治20年（1887年）（1町104村）
  - 11月4日 - 奈良県（第2次）の管轄となる。
  - 角川村・上田口村が合併して田口村となる。
  - 中宮奥村・上宮奥村が合併して宮奥村（第2次）となる。

#### 町村制以降

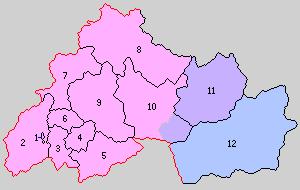
1.松山町 2.神戸村 3.政始村 4.宇太村 5.宇賀志村 6.伊那佐村 7.榛原村 8.三本松村 9.内牧村 10.室生村 11.曽爾村 12.御杖村（桃：宇陀市 紫：曽爾村 青：合併なし）

- 明治22年（1889年）4月1日 - 町村制の施行により、以下の町村が発足。特記以外は現・宇陀市。（1町11村）
  - 松山町（松山町[9]が単独町制）
  - 神戸村 ← 宮奥村、下宮奥村、関戸村、大東村、黒木村、本郷村、中ノ庄村、西山村、迫間村、拾生村、春日村、小附村、岩室村、芝生村、嬉河原村、半坂村[10]、馬取柿村、麻生田村、内原村、口今井村、下竹村、野依村、平尾村、五津村
  - 政始村 ← 岩清水村、塚脇村、調子村、藤井村、才ヶ辻村、守道村、山口村、白鳥居村、上品村、下品村、和田村、小和田村
  - 宇太村 ← 古市場村、松井村、大神村、見田村、大沢村、別所村、平井村、岩崎村
  - 宇賀志村 ← 稲戸村、駒帰村、佐倉村、宇賀志村、岩端村、上芳野村、下芳野村、入谷村、東郷村
  - 伊那佐村 ← 栗谷村、石田村、山路村、大貝村、沢村、三宮寺村、母里村、比布村、高塚村、福西村、池上村
  - 榛原村 ← 萩原村、下井足村、上井足村、足立村、福地村、長峯村、赤瀬村、額井村、戒場村、山辺三村、篠楽村、雨師村
  - 三本松村 ← 竜口村、滝谷村、砥取村、西谷村、山辺郡三本松村、大野村、古向淵村、新向淵村
  - 内牧村 ← 檜牧村、荷阪村、自明村、高井村、八滝村、赤埴村、諸木野村、内牧村
  - 室生村 ← 山粕村（現・曽爾村）、黒岩村、田口村、室生村、下田口村（現・宇陀市）
  - 曽爾村 ← 掛村、長野村、小長尾村、今井村、塩井村、葛村、太良路村、伊賀見村（現存）
  - 御杖村 ← 菅野村、神末村、土屋原村、桃俣村（現存）
- 明治26年（1893年）9月29日 - 榛原村が町制施行して榛原町となる。（2町9村）
- 明治30年（1897年）8月1日 - 郡制を施行。郡役所が松山町に設置。
- 大正12年（1923年）4月1日 - 郡会が廃止。郡役所は存続。
- 大正15年（1926年）7月1日 - 郡役所が廃止。以降は地域区分名称となる。
- 昭和10年（1935年）4月29日 - 宇太村が町制施行して宇太町となる。（3町9村）
- 昭和17年（1942年）2月11日 - 松山町・神戸村・政始村が吉野郡上龍門村と合併して大宇陀町が発足。（3町7村）
- 昭和29年（1954年）
  - 7月1日 - 榛原町が伊那佐村および磯城郡桜井町の一部（笠間・安田）を編入。（3町6村）
  - 10月1日 - 室生村の一部（山粕）が曽爾村に編入。
- 昭和30年（1955年）
  - 2月11日 - 三本松村・室生村が山辺郡東里村と合併し、改めて室生村が発足。（3町5村）
  - 4月1日 - 内牧村が榛原町に編入。（3町4村）
- 昭和31年（1956年）8月1日 - 宇太町・宇賀志村が合併して菟田野町が発足。（3町3村）
- 昭和44年（1969年）4月1日 - 桜井市の一部（柳・角柄）が榛原町に編入。
- 平成18年（2006年）1月1日 - 大宇陀町・菟田野町・榛原町・室生村が合併して宇陀市が発足し、郡より離脱。（2村）

#### 変遷表
| 明治22年以前 | 明治22年4月1日                  | 明治22年 - 昭和19年      | 昭和20年 - 昭和29年         | 昭和31年 - 平成17年         | 平成18年 - 現在       | 現在   |
| ------------ | ------------------------------- | ------------------------ | --------------------------- | --------------------------- | --------------------- | ------ |
|              | 松山町                          | 昭和17年2月11日 大宇陀町 | 大宇陀町                    | 大宇陀町                    | 平成18年1月1日 宇陀市 | 宇陀市 |
|              | 神戸村                          | 昭和17年2月11日 大宇陀町 | 大宇陀町                    | 大宇陀町                    | 平成18年1月1日 宇陀市 | 宇陀市 |
|              | 政始村                          | 昭和17年2月11日 大宇陀町 | 大宇陀町                    | 大宇陀町                    | 平成18年1月1日 宇陀市 | 宇陀市 |
|              | 明治23年9月23日 吉野郡 上龍門村 | 昭和17年2月11日 大宇陀町 | 大宇陀町                    | 大宇陀町                    | 平成18年1月1日 宇陀市 | 宇陀市 |
|              | 宇太村                          | 昭和10年4月29日 町制     | 宇太町                      | 昭和31年8月1日 菟田野町     | 平成18年1月1日 宇陀市 | 宇陀市 |
|              | 宇賀志村                        | 宇賀志村                 | 宇賀志村                    | 昭和31年8月1日 菟田野町     | 平成18年1月1日 宇陀市 | 宇陀市 |
|              | 榛原村                          | 明治26年9月27日 町制     | 榛原町                      | 榛原町                      | 平成18年1月1日 宇陀市 | 宇陀市 |
|              | 伊那佐村                        | 伊那佐村                 | 昭和29年7月1日 榛原町に編入 | 榛原町                      | 平成18年1月1日 宇陀市 | 宇陀市 |
|              | 内牧村                          | 内牧村                   | 内牧村                      | 昭和30年4月1日 榛原町に編入 | 平成18年1月1日 宇陀市 | 宇陀市 |
|              | 室生村                          | 室生村                   | 室生村                      | 昭和30年2月11日 室生村      | 平成18年1月1日 宇陀市 | 宇陀市 |
|              | 三本松村                        | 三本松村                 | 三本松村                    | 昭和30年2月11日 室生村      | 平成18年1月1日 宇陀市 | 宇陀市 |
|              | 山辺郡 東里村                   | 山辺郡 東里村            | 山辺郡 東里村               | 昭和30年2月11日 室生村      | 平成18年1月1日 宇陀市 | 宇陀市 |
|              | 曽爾村                          | 曽爾村                   | 曽爾村                      | 曽爾村                      | 曽爾村                | 曽爾村 |
|              | 御杖村                          | 御杖村                   | 御杖村                      | 御杖村                      | 御杖村                | 御杖村 |

## 行政
三輪郡長→堺県十市・式上・式下・宇陀郡長
| 代 | 氏名 | 就任年月日                | 退任年月日               | 備考         |
| -- | ---- | ------------------------- | ------------------------ | ------------ |
| 1  |      | 明治13年（1880年）4月15日 |                          |              |
|    |      |                           | 明治14年（1881年）2月6日 | 大阪府に移管 |

大阪府十市・式上・式下・宇陀郡長
| 代 | 氏名 | 就任年月日               | 退任年月日                | 備考         |
| -- | ---- | ------------------------ | ------------------------- | ------------ |
| 1  |      | 明治14年（1881年）2月7日 |                           |              |
|    |      |                          | 明治20年（1887年）11月3日 | 奈良県へ移管 |

奈良県十市・式上・式下・宇陀郡長
| 代 | 氏名 | 就任年月日                | 退任年月日                | 備考 |
| -- | ---- | ------------------------- | ------------------------- | ---- |
| 1  |      | 明治20年（1887年）11月4日 |                           |      |
|    |      |                           | 明治30年（1897年）3月31日 | 廃官 |

宇陀郡長
| 代 | 氏名 | 就任年月日               | 退任年月日                | 備考                   |
| -- | ---- | ------------------------ | ------------------------- | ---------------------- |
| 1  |      | 明治30年（1897年）8月1日 |                           |                        |
|    |      |                          | 大正15年（1926年）6月30日 | 郡役所廃止により、廃官 |